# Maria Doyle Kennedy
Maria Doyle Kennedy (ur. 25 września 1964 w Dublinie) – irlandzka aktorka i piosenkarka.
Jest żoną aktora Kierana Kennedy’ego.

## Filmografia
- 1991: The Commitments jako Natalie Murphy
- 1995: Nothing Personal jako Ann
- 1998: Generał jako Frances Cahill
- 1999: Namiętność panny Julity jako Christine
- 2002: Pogawędki z duchami jako Foxy
- 2005: Tara Road jako Rosemary
- 2007-2008: Dynastia Tudorów (The Tudors) jako królowa Katarzyna Aragońska
- 2009: Dexter jako Sonya, niania Harrisona
- 2011: Downton Abbey[1] jako Vera Bates
- 2013-2017: Orphan Black jako Siobhan Sadler[1], przybrana matka Sary
- 2015: Jupiter: Intronizacja jako Aleksa
- 2016: Obecność 2[1] jako Peggy Nottingham
- 2016: Młodzi przebojowi (Sing Street[1]) jako Penny
- 2018-2020: Outlander jako Jocasta[1]
- 2020: Sekret wilczej gromady jako Moll MacTíre, matka Mebh
- 2021: Koło czasu jako Ila